# عبد السلام بارزاني

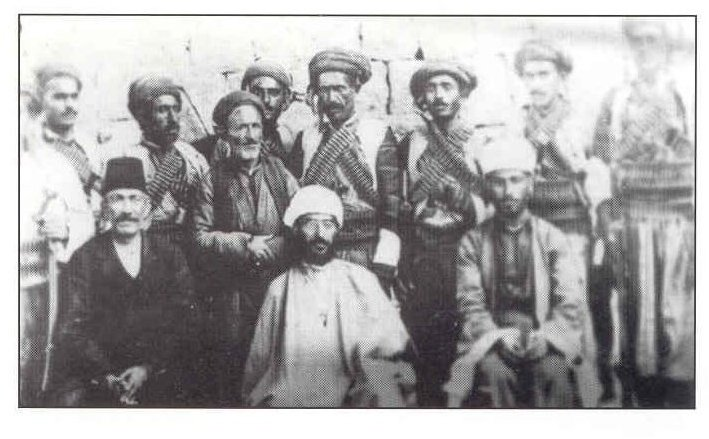
عبد السلام البارزاني مع مقاتلين كرد سنة 1908

الشيخ عبد السلام محمد عبد السلام البارزاني (بالكردية: شێخ عەبدولسەلام موحه‌ممه‌د عەبدولسەلام بارزانى) هو زعيم كردي عثماني، ولد في عام 1887 بقرية بارزان، خلف والده الشيخ محمد الذي توفي سنة 1903 في زعامة قبيلة البارزانيين.
له من الأخوة أحمد ومحمد صديق وبابو ومصطفى.
كانت له عدد من الإصلاحات الرئيسية آنذاك، مثل حماية الغابات ومنع الصيد الجائر ومنع زواج القاصرات وتطبيق مصالحة الدم من خلال الزواج وتحديد المهر عند الزواج وتأمين حرية العقيدة وممارسة الطقوس الدينية للمسيحيين واليهود.
في عام 1907، جمع العشائر الكردية بدهوك للإتفاق على عدد من المطالب المتعلقة بحقوق الكرد، ثم أرسلوا تلك المطالب إلى سلطان عبد الحميد الثاني، إلا أن الدولة العثمانية اعتبرت ذلك بمثابة محاولة للانفصال، فشنت هجوما على منطقة بارزان.
قاد حركة مسلحة ضد الدولة العثمانية للفترة 1909-1914.
في سنة 1912، عرض على الدولة العثمانية تجهيز 12000 مقاتل من أتباعه للمشاركة في حرب البلقان الأولى، وحصل تكريم السلطان العثماني محمد رشاد.
رفض إرسال أتباعه إلى الجيش العثماني ليقاتلوا إلى جواره في الحرب العالمية الأولى، وامتنع كذلك عن دفع الضرائب للدولة العثمانية بل وتمرد عليها في مدينة عقرة فوجهت إليه الدولة العثمانية قوة عسكرية أسرته ثم أعدمته بعد محاكمته في الموصل بتاريخ 14 كانون الأول 1914.
تولى قيادة الحركة الكردية في منطقة بارزان من بعده أخوه الشيخ أحمد البارزاني الذي تعاون مع القوات البريطانية، فمد لها يد العون وقبل منها ما عرضته عليه من مساعدات مادية ومعنوية، واستطاع بذلك بسط نفوذه على المنطقة الشرقية من كردستان.
عبد السلام البارزاني كان له ولد اسمه سليمان عبد السلام البارزاني، وكان مع عمه ملا مصطفى البارزاني في الاتحاد السوفيتي وقد تزوج من امرأة سوفيتية وله منها ولد وبنت.